# Garcinia opaca
Garcinia opaca är en tvåhjärtbladig växtart som beskrevs av George King. Garcinia opaca ingår i släktet Garcinia och familjen Clusiaceae. Utöver nominatformen finns också underarten G. o. dumosa.